# 2022年冬季奧林匹克運動會閉幕式
2022年冬季奧林匹克運動會閉幕式是2022年冬季奧林匹克運動會的閉幕式，於北京時間2022年2月20日20:00在北京國家體育場舉行。

## 創作團隊
- 总导演：张艺谋[1]
- 总导演：沙晓岚[2]
- 副总导演：张晓海
- 音乐总监：陈其钢

## 前期準備
- 本屆冬奧‘鳥巢’只舉辦開閉幕式，因此在北京冬奧開幕式結束後，鳥巢已經開啟閉幕式準備工作[3]。

## 閉幕式彩排
- 北京冬奧組委新聞發言人、新聞宣傳部部長趙衛東1月11日在線上記者會上表示，北京冬奧會開閉幕式排練、製作和彩排等工作正有序推進[4]。
- 在冬奧舉辦期間共舉行三次彩排，2月18日為最後一次全要素彩排[5]

## 閉幕式播報語言
以2008年夏奧閉幕式為依據，播报顺序為国际奥林匹克委员会的官方语言之一——法语，其次是国际奥委会另一官方语言英语，最后是东道主中国的官方语言汉语普通話。
- 法語播報員：张善辉（中央廣播電視總台CGTN法語頻道播音員、備份：喬東卓）
- 英語播報員：李東寧（中央廣播電視總台CGTN英語頻道播音員、備份：季小軍）
- 漢語播報員：康輝（中央廣播電視總台央視播音員、備份：寶曉峰）

## 閉幕式程序

### 嘉賓入場
20時3分，中共中央總書記、中國國家主席、中央軍委主席習近平，第一夫人彭麗媛、國際奧委會主席湯瑪斯·巴赫、其他與會政要和主辦國領導人進入會場。

### 開場：《點亮》

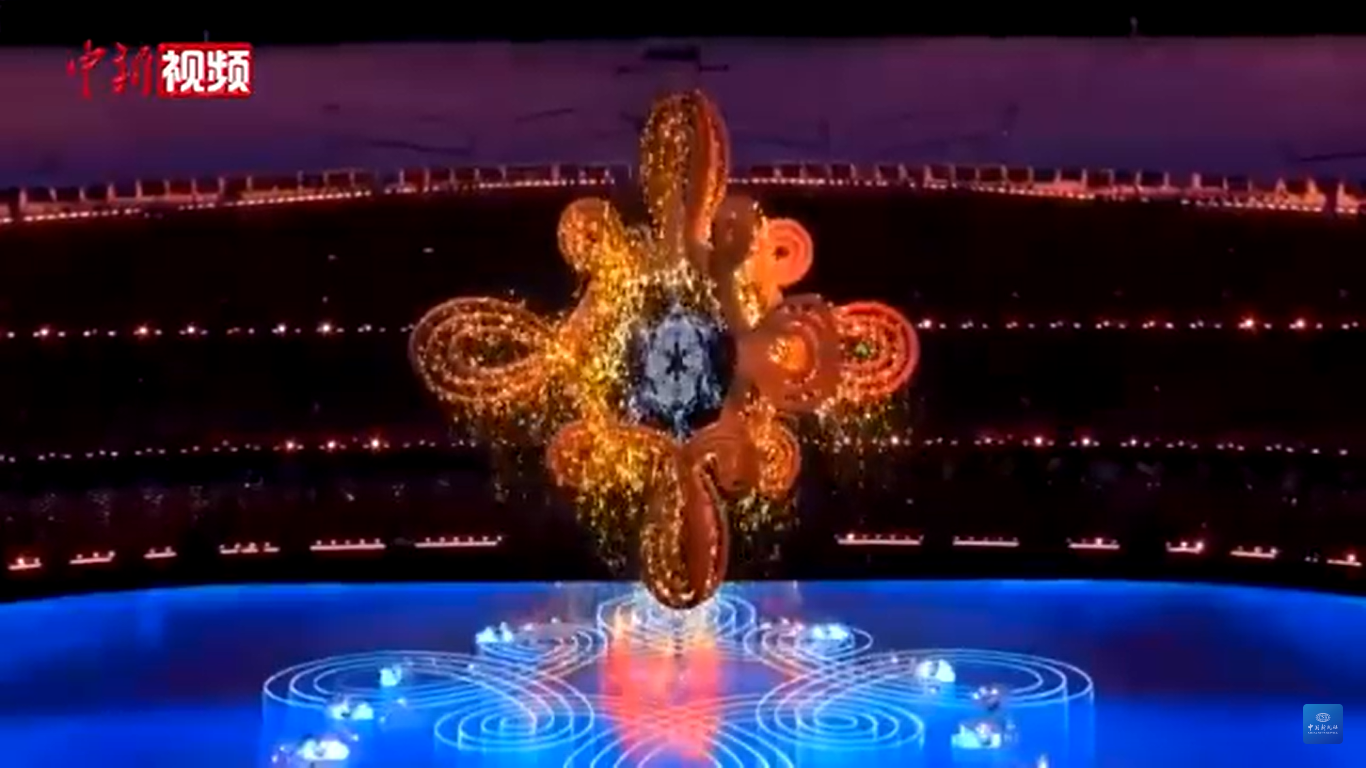
中国结图案

20时整，闭幕式开场表演《点亮》开始了。孩子们手提雪花花灯，以元宵节闹花灯的传统，点亮了场地上的“冬”字会徽。

### 升國旗、奏國歌
全场肃立，仪仗队员升起中华人民共和国国旗，奏唱中华人民共和国国歌。

### 代表團旗幟及運動員進場

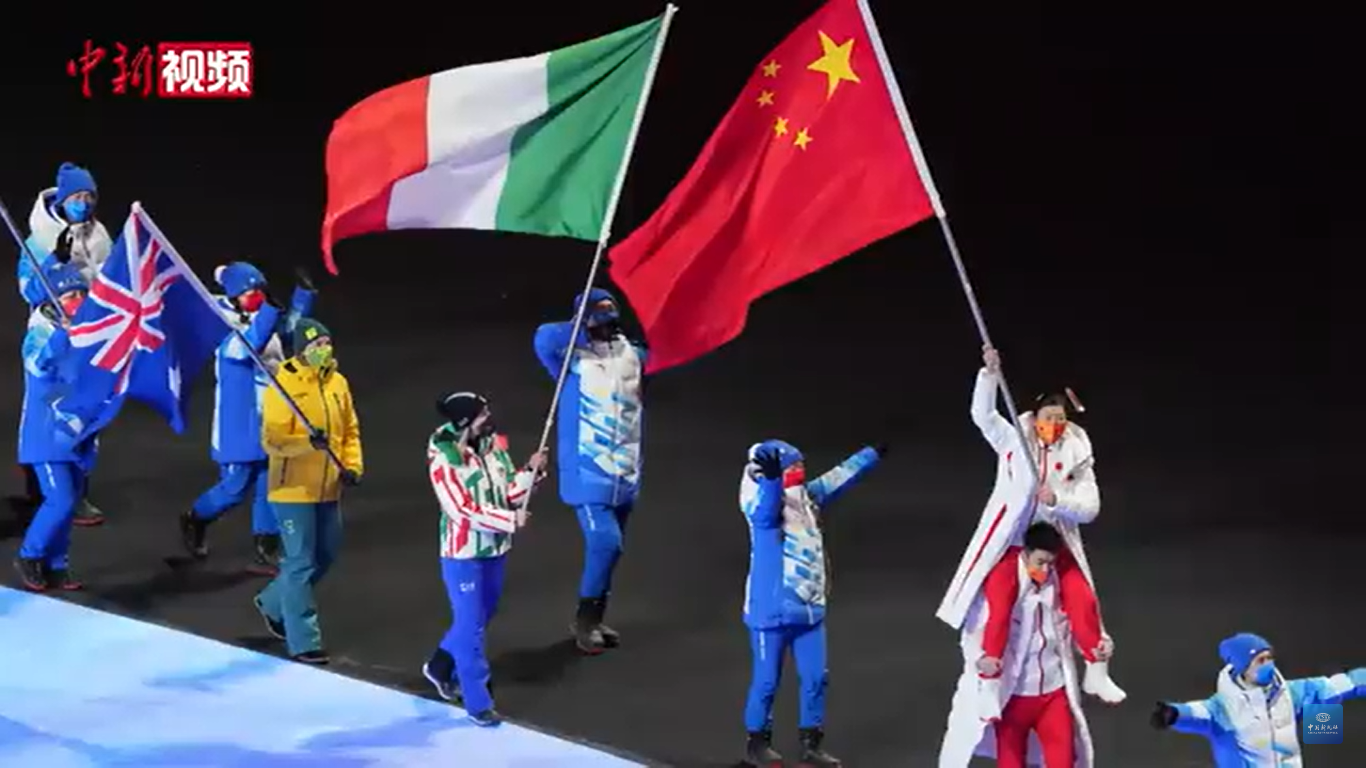
运动员入场

场地上出现了巨大的中国结图案，旗手们手持参加本届冬奥会的91个代表团旗帜步入场内。《欢乐颂》经典乐曲响起，运动员代表入场，全场观众用掌声和欢呼声，向体育健儿们表达热烈的祝贺和由衷的敬意。
有意思的是，由于大多数运动员入场后过于沉浸于赛后狂欢和该环节时间的大量占用，为了保证能按时结束该环节以及仪式的继续进行，现场司仪重复了三遍“请运动员们落座观礼”后，运动员最终才落座。

### 頒獎儀式
根據慣例，為向最高殊荣向挑战极限的运动员和项目表示尊重，女子越野滑雪30公里集體出發自由式以及男子越野滑雪50公里集體出發自由式頒獎典禮於閉幕式進行。挪威女子越野滑雪運動員特蕾丝·约海于格和俄羅斯奧委會運動員亚历山大·博利舒诺夫分别獲得金牌。

### 向志愿者致敬
一张张志愿者真诚的笑脸在大屏幕上不断呈现。新当选的国际奥委会运动员委员会委员代表全体运动员，向6名志愿者代表致敬，表达对广大志愿者的诚挚谢意。2008年北京奥运会开创了“向志愿者致敬”这一环节，并从此成为奥运会闭幕式上的传统。

### 緬懷時刻：《折柳寄情》
自從里約奧運開始，每一屆奧運閉幕式都有緬懷逝者環節。總導演張藝謀希望能把中國的傳統文化藝術傳遞到全世界，最後選擇用「一首曲、一群人，一捧柳枝、一束光、一片綠蔭、一起向未來」六個「一」唯美表達了莊嚴的儀式。80名舞者伴随着李叔同填词的《送别》，在地屏冰面上走出“垂柳图”。随后来自各行各业、不同年龄层的365位表演者手捧柳枝形的光棒向场地中央汇聚，表达“折柳寄情”的意象，惜別和盼歸之意，代表着“每日不变的缅怀与思念”。

### 會旗交接儀式
北京市市長陳吉寧把奧運會會旗移交給國際奧委會主席托馬斯·巴赫，國際奧委會主席主席再把會旗移交給米蘭市市長朱塞佩·薩拉和科爾蒂納丹佩佐市長吉安皮特羅-蓋迪納。

### 下屆主辦城市文藝表演
因2019冠状病毒病疫情防控、表演效果等多方面因素，交接儀式意大利演員陣容僅4人，女歌手和小提琴家共同演繹義大利國歌《意大利人之歌》，而兩位舞蹈演員則配合大型地屏表演。創意總監巴利奇（Marco Balich）接受中國媒體訪問時表示，米蘭和科爾蒂納丹佩佐是兩座完全不同的城市，前者象徵未來，後者象徵自然之美。他想透過此文藝表演探討城市與鄉村、人類和自然、未來與可持續等概念之間的相互關係。在意大利国歌期间，星星的投影（代表该国的7,904市镇）形成了意大利的轮廓。滚动地球的两个孩子代表米兰和科尔蒂纳丹佩佐邀请世界参加2026年冬季奥运会和丝绸之路。

#### 製作團隊
- 文藝表演负责人：克里斯蒂安·米利奇（Christian Milici）[13]
- 创意总监：巴利奇（Marco Balich）
- 艺术总监：丽达·卡斯特利（Lida Castelli）

#### 表演者
- 小提琴樂手：乔瓦尼·安德里亚·扎农（Giovanni Andrea Zanon）[13]
- 女歌唱家：玛丽卡·阿雅尼（Malika Ayane）

### 閉幕致辭
北京市委書記、北京冬奧組委主席蔡奇致辭時表示，在冬奧16日會期中，來自世界各地的運動員成功詮釋“更快、更高、更強——更團結”的奧林匹克格言。而各代表團團結協作、媒體精心轉播報道，向全球呈現北京冬奧會賽場內外每個精彩瞬間。他隨後感謝所有參與、支持和奉獻北京冬奧會的社會各界人士，表示北京冬奧會開啟了全球冰雪運動新時代，寄望與世界各國人士攜手開創人類更加美好的未來。
國際奧委會主席托馬斯·巴赫致辭時先以中文說一句「謝謝中國，中國朋友」，感謝中國搭建安全的場館給予運動員以及中國人民對舉辦冬奧的支持。而對於當前面對的地緣政治緊張局勢，他表示就算運動員代表的國家之間存在爭議，運動將我們連結在一起，又指出要克服環球新冠疫情，就必須更快、更高、更強，而且團結一致，巴赫也稱讚道：「這是一屆無與倫比的冬奧會，我們歡迎中國成為冰雪運動的大國。」而在致詞中，他亦數度使用中文，包括多次說出「祝賀中國」。最後他宣布第二十四屆奧林匹克運動會閉幕。

### 熄滅聖火

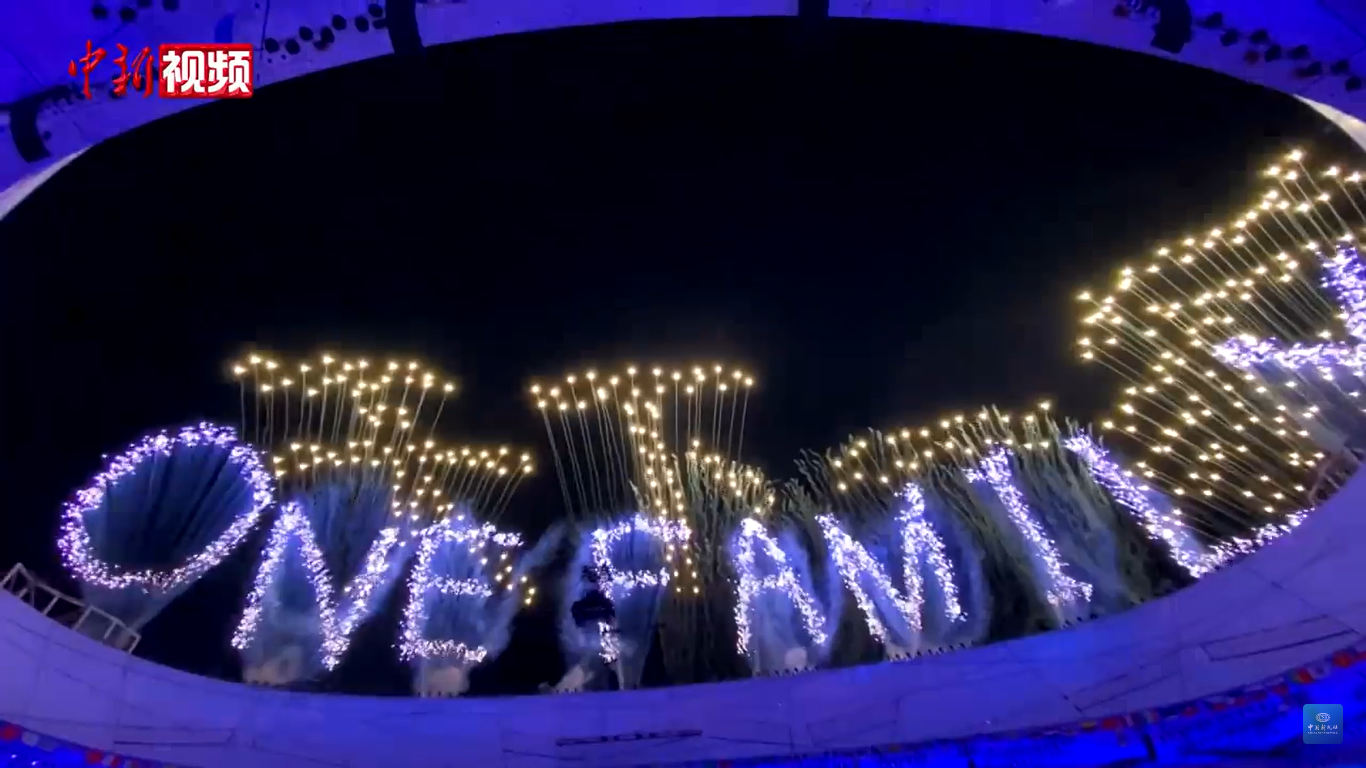
“天下一家”烟花

聖火熄火環節時長約6分鐘左右，分成上下篇，「上篇」中，曾在北京夏奧開幕式出現的奧運五環升起，北京愛樂合唱團隨即唱響2008年奧運主題曲《我和你》，向2008年奧運會致敬。而當星光五環升至半空中時，主火炬「大雪花」緩緩下降，聖火熄滅環節也進入到了「下篇」，冬奧主題曲《雪花》響起。在「下篇」中，「大雪花」不斷下降，90餘個代表團向中間靠攏，在《雪花》主題曲的尾聲中，照耀「大雪花」的光緩緩關閉，最後只留下中間的小火芯，聖火漸漸熄滅，延庆冬奥文化广场的火炬台与鸟巢主会场同步关闭供气阀门。其后，鸟巢上空依次打出奥运五环图案以及“ONE WORLD”、“ONE FAMILY”、“天下一家”字样的烟花。

## 出席嘉賓

### 主辦國領導人
- 中共中央总书记、国家主席、中央军委主席習近平
- 國務院總理李克強
- 中共中央政治局常委栗战书、汪洋、王沪宁、赵乐际、韩正
- 国家副主席王岐山
- 在京中共中央政治局委员、中央书记处书记
- 全国人大常委会副委员长、国务委员、最高人民法院院长、最高人民检察院检察长
- 在京全国政协副主席和中央军委委员[18]
- 中共中央政治局委員、北京市委书记、北京冬奧組委主席蔡奇
- 中共河北省委副書記、河北省省長、北京冬奧組委執行主席王正譜[19]
- 中共北京市委副書記、北京市市長陳吉寧

### 各国及地区政府代表團
- 芬蘭 — 科學文化部長庫爾維寧[20]
- 意大利 — 米兰市长朱塞佩·萨拉（英语：Giuseppe Sala）[21]
- 意大利 — 科爾蒂納丹佩佐市长姜皮埃特罗·盖迪纳（英语：Gianpietro Ghedina）

### 其他政要人物
- 中華台北 — 新黨主席吳成典[22]

### 國際組織官員
- 國際奧委會主席：湯瑪斯·巴赫

## 颂歌
- 中華人民共和國國歌[註 1]
- 希臘國歌
- 奧林匹克頌會歌
- 意大利共和國國歌

### 頒獎典禮頌歌
- 挪威国歌
- 俄羅斯奧委會會歌 第一钢琴协奏曲选段

## 传播机构
- 國際奧委會 — 奥林匹克频道
- 中国大陆 —
  - 中央广播电视总台（CCTV-1、CCTV-2、CCTV-3、CCTV-5、CCTV-5+、CCTV-7、CCTV-13、CCTV-14、CCTV-16、CCTV-17、CCTV-4K、CCTV-8K）
  - 全国各省级卫星电视频道（深圳卫视除外）、北京广播电视台冬奥纪实频道、上海广播电视台五星体育频道、广东广播电视台体育频道（仅电视平台，不含新媒体）（中央广播电视总台转授权转播CCTV-5/CCTV-1）[23]
- 香港 —
  - 無綫電視（翡翠台、J2）
  - myTV SUPER奧運直播1，3-5，8台（801、803、804、805、808频道）
  - 香港電台港台電視31（無綫電視转授权）
- 澳門 — 澳門廣播電視股份有限公司（中央广播电视总台转授权）
- 臺灣 — 愛爾達電視、公共電視台
- 美国 — NBC環球
- 日本 — NHK、朝日電視台
- — KBS、MBC
- 加拿大—CBC

## 另見
- 2022年冬季奧林匹克運動會開幕式
- 2008年夏季奧林匹克運動會開幕式
- 2008年夏季奧林匹克運動會閉幕式

## 外部連結
- YouTube上的2022年北京冬奧會闭幕式完整版
- AcFun上的【全程回放】：北京2022冬奥会闭幕式 （页面存档备份，存于）